# Sadiq Sanjrani
Muhammad Sadiq Sanjrani (Urdu: صادق سنجرانی;) (14 de abril de 1978) é um político paquistanês do Baluchistão e sendo 8º e atual presidente do Senado do Paquistão.

## Carreira política
Sanjrani começou sua carreira política em 1998 como coordenador da equipe do então primeiro-ministro Nawaz Sharif onde serviu até o golpe de estado de 1999 no Paquistão.
Sanjrani foi eleito para o Senado do Paquistão como candidato independente em um assento geral do Baluchistão na eleição paquistanesa de 2018.
Ele fez seu juramento como senador em 12 de março de 2018 e no mesmo dia, foi eleito o 8º Presidente do Senado do Paquistão recebendo 57 votos de um total de 103 votos expressos e derrotou Raja Zafar ul Haq, um candidato da Liga Muçulmana do Paquistão que obteve 46 votos.
Ele se tornou o primeiro presidente do Senado que veio da província do Baluchistão e o mais jovem presidente do Senado aos 39 anos. Ele era uma figura relativamente menos conhecida no espectro político do Paquistão antes de ser eleito presidente do Senado.
Em 12 de março de 2021, ele foi reeleito como presidente do Senado do Paquistão, derrotando seu rival Syed Yusuf Raza Gillani.